# Prediction
Prediction ist das Debütalbum der deutschen Power-Metal-Band Voice. Es wurde 1996 über Blue House Records veröffentlicht und später von AFM Records neu aufgelegt.

## Hintergrund
Voice wurde 1989 in Markneukirchen gegründet und entwickelte im Laufe der Jahre einen eigenen Stil, der sich durch polyphonen Gesang und progressive Elemente auszeichnet. Nach zahlreichen Live-Auftritten und Bandwettbewerben entschied sich die Band, ihr erstes Studioalbum aufzunehmen. Die Aufnahmen fanden im Blue House Studio in Meerane unter der Leitung von Jens Bachmann statt. Trotz begrenzter Produktionszeit von nur zehn Tagen gelang es der Band, ein Album mit Live-Charakter zu schaffen. Das Album erregte die Aufmerksamkeit von AFM Records, die es später europaweit neu veröffentlichten.

## Titelliste
1. Y – 0:06
2. Victim of the Glory – 5:05
3. The Prediction – 8:14
4. Sand Creek – 5:40
5. Project Daydream – 6:07
6. I’ll Be There – 6:06
7. Tears in the Darkness – 5:11
8. Stonehenge – 3:08

## Produktion
- Aufnahme und Mischung: Blue House Studio, Meerane, Deutschland
- Mastering: Studio-Nord, Bremen, Deutschland
- Produzent: Voice